# Mer d'Azov
Pour les articles homonymes, voir Azov (homonymie).
 (août 2011).
Si vous disposez d'ouvrages ou d'articles de référence ou si vous connaissez des sites web de qualité traitant du thème abordé ici, merci de compléter l'article en donnant les références utiles à sa vérifiabilité et en les liant à la section « Notes et références ».

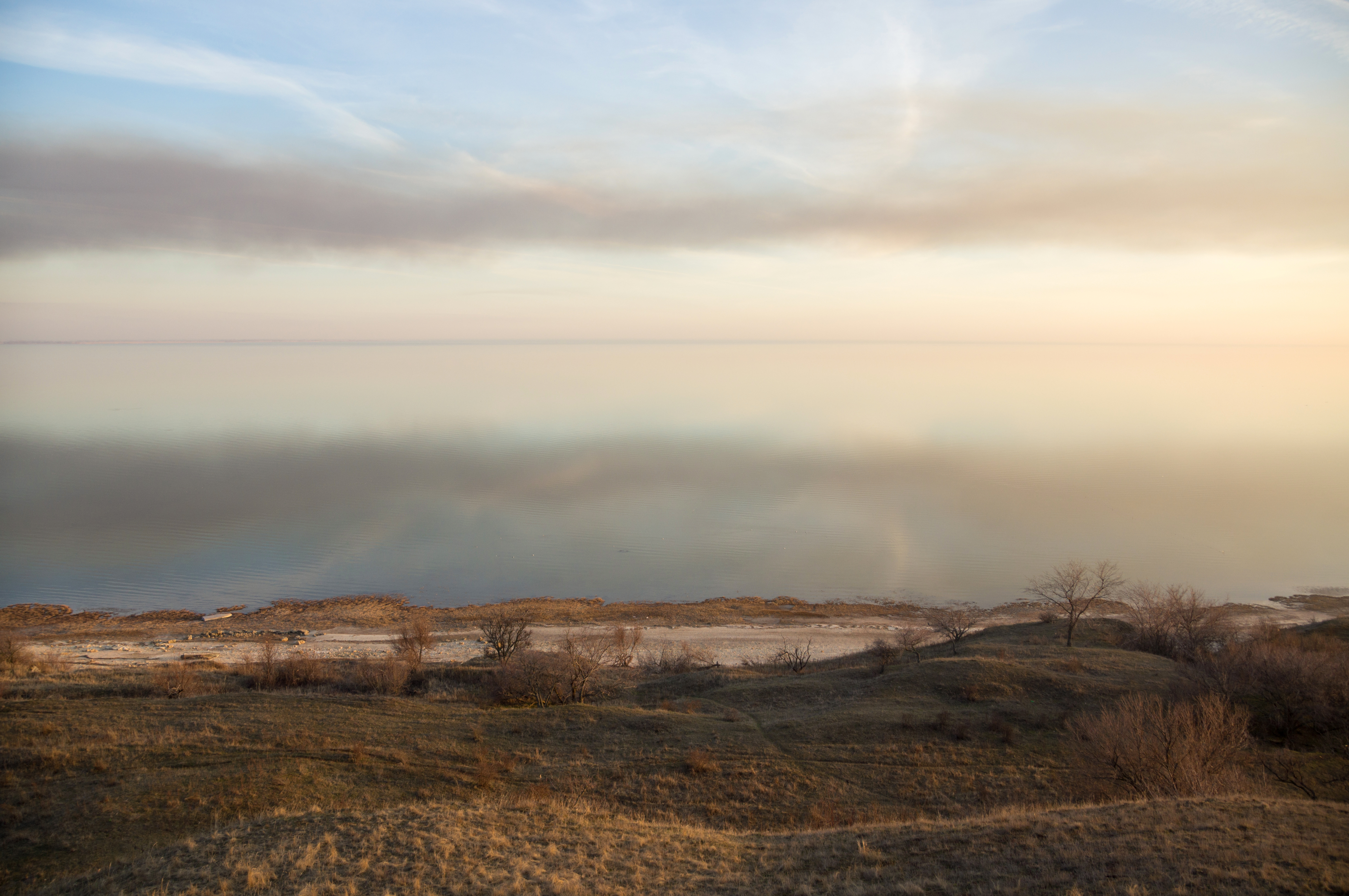
La plage à Merzhanovo.

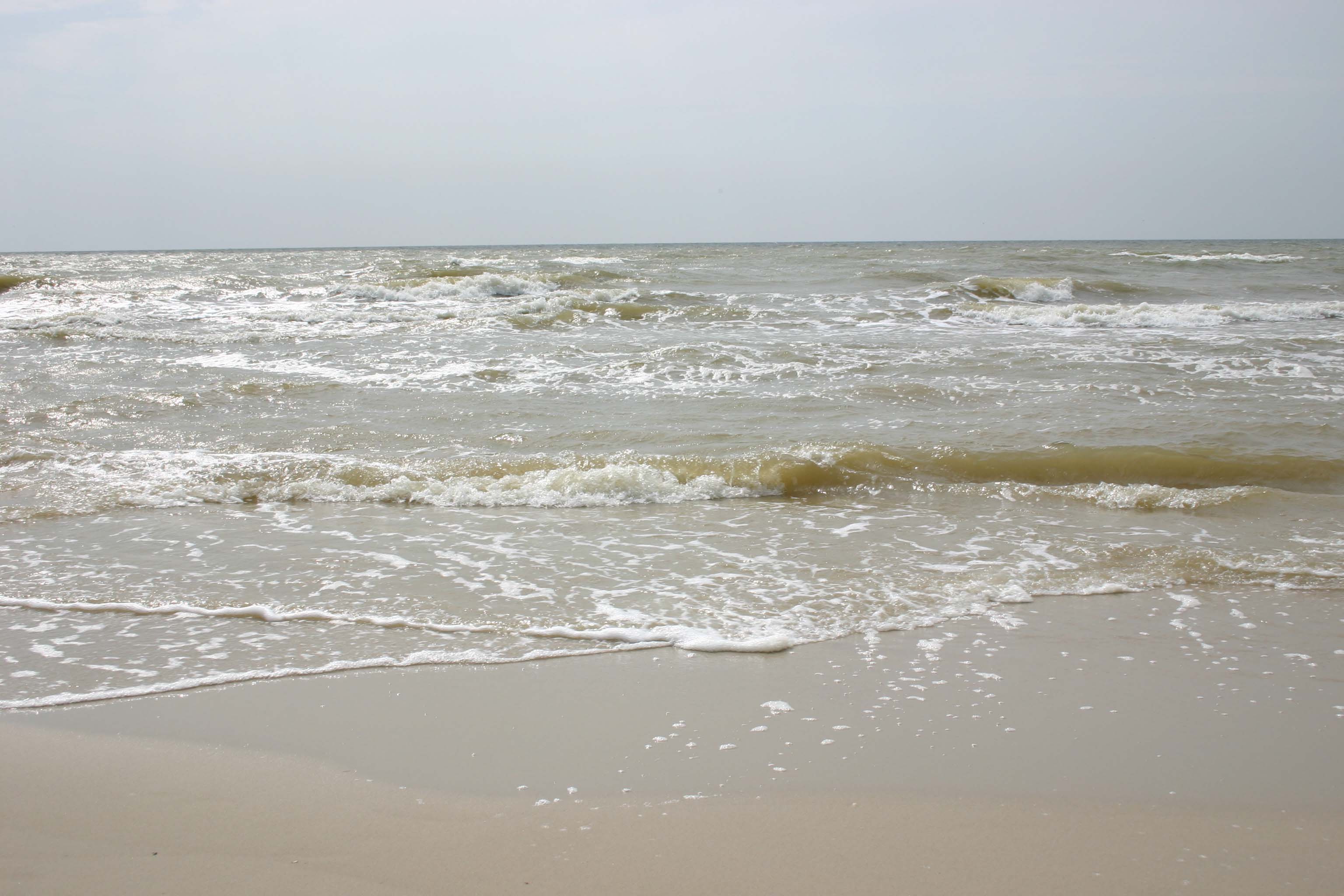
La plage à Oursouf.

La mer d'Azov [mɛʁ d‿azɔf] (en russe : Азовское море, Azovskoïe more [ɐˈzofskəjə ˈmorʲe] ; en ukrainien : Азовське море, Azovs'ke more ; en tatar de Crimée : Azaq deñizi ; en adyguéen Khı Mıvt'e ; en grec ancien : Μαιώτιδα ou Méotide, du peuple antique des Méotes) est une mer intracontinentale située en Europe de l'Est, qui communique seulement avec la mer Noire dont elle est parfois considérée comme faisant partie.
Elle s'étend sur 37 600 km2 et est bordée par l'Ukraine (de jure) et la Russie (de facto). Au sud, elle communique avec la mer Noire par le détroit de Kertch, qui sépare la péninsule russe de Taman et la presqu'île de Crimée.
Mer la moins profonde du monde avec seulement 18 m de profondeur maximale, au niveau du détroit de Kertch, en raison du grand nombre de sédiments qui s'y accumulent, elle est également assez peu salée.
Elle porte le nom de la ville russe d'Azov qui se trouve à proximité de ses côtes à sa pointe nord-est, et dont le nom provient du tatar Azaq (« désirée »).

## Limites
L'Organisation hydrographique internationale détermine les limites de la mer d'Azov de la façon suivante :
- dans le détroit de Kertch, une ligne joignant le cap Takil (45° 06′ 00″ N, 36° 27′ 14″ E), l'extrémité sud-est de la péninsule de Kertch[6],[7], en Crimée, en direction de l'est jusqu'au cap Panaghia (45° 08′ 26″ N, 36° 37′ 59″ E), l'extrémité sud-ouest de la péninsule de Taman.

## Géographie et géomorphologie

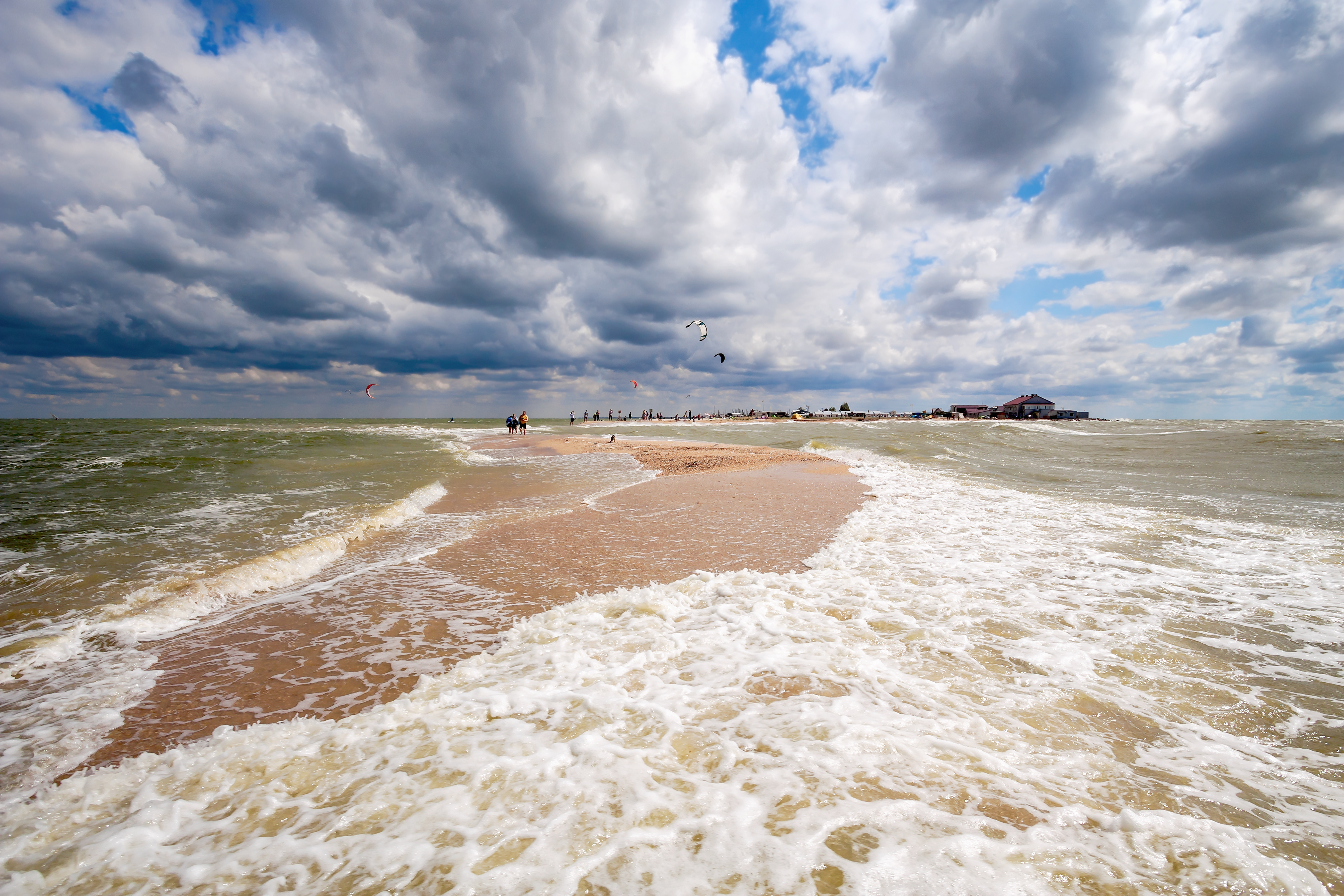
Cordon littoral sur la mer d'Azov.

La mer d’Azov est de fait le plus grand des limans de la mer Noire et forme l’estuaire commun de plusieurs fleuves, dont le principal est le Don. Comme pour les autres limans, ses eaux sont saumâtres et peu profondes (dix mètres en moyenne) tandis que ses rives sont généralement basses, marécageuses et couvertes de joncs et de roseaux ; d’ailleurs à l’époque de la Grèce antique, on l’appelait ἡ Μαιῶτις λίμνη : « Le Palus-Méotide ou liman Méotide ».

## Hydrologie
Si ce liman a pris une telle proportion, cela tient au fait qu’à la fin de la dernière glaciation le Don, les fleuves des plaines d’Ukraine (Berda, Mious, Kalmious, Molotchna) et ceux venus du Caucase (Eïa, Beïsoug, Kouban), grossis de la fonte des glaces, butèrent, au niveau du détroit de Kertch, sur les premiers contreforts de la chaîne criméo-caucasienne. La mer d’Azov est leur déversoir et leur lagune commune d’accumulation. La plupart d’entre eux forment aujourd’hui des limans secondaires ou un delta individuel qui débouche ensuite dans ce bassin commun.

## Pollution
L’eutrophisation d’origine agricole et urbaine est un des problèmes régionaux majeurs : les taux de nitrates en particulier ont doublé, voire triplé en mer Noire et en mer d’Azov dans les années 1980 et 1990 selon le rapport Dobris qui estime que les contrôles des activités en pleine mer sont insuffisants. D'autres problèmes sont liés à l’introduction d’espèces invasives.

## Histoire
Dans l’Antiquité, les Grecs l'appellent lac Méotide. Les habitants de ses rives sont appelés Cimmériens (Cimmerii, soit « ceux du bout du monde ») par Hérodote et « Meoti » (Méotes) par Tacite : ils sont décrits comme de souche scythe. Sous l’Empire ottoman, on y pêchait l’esturgeon et on y produisait déjà du caviar exporté dans la glace vers la Russie ; la glace était retirée l’hiver des limans secondaires en eau douce, et conservée le reste de l’année entre des couches de paille dans de grandes glacières entourées de peupliers ombreux, auprès de pêcheries spécialisées appelées kerhana. Les rives de la mer d’Azov sont devenues russes en 1783, provoquant la guerre russo-turque de 1787-1792.
Au cours de la guerre de Crimée, au début du printemps 1855, le détroit de Kertch ainsi que la ville de Kertch, où se trouvaient d'importants dépôts de ravitaillement et de munitions russes, ont été occupés par les troupes franco-britanniques. La chose a permis non-seulement de fortement gêner le ravitaillement de la ville de Sébastopol assiégée, mais aussi à une escadre franco-britannique de pénétrer en mer d'Azov. Du 25 mai au 22 novembre 1855, cette escadre a, de façon parfaitement planifiée, attaqué méthodiquement toutes les installations stratégiques russes de la mer d'Azov en les détruisant ou les endommageant gravement. Seules les villes d'Azov et de Rostov, protégées par les défenses de l'embouchure du Don, ont été épargnées.

## Aspects géostratégiques et conflits de territorialité
À l'époque moderne, un canal a été creusé le long du littoral sud-ouest (canal de Pivinichno), pour assurer la circulation des bateaux jusqu’au Dniepr, très proche. L'URSS a ensuite construit le canal Don-Volga pour relier la mer d'Azov à la mer Caspienne, il relie le Don à la Volga en amont respectivement de Rostov-sur-le-Don et d’Astrakhan. D'autre part, la liaison entre la mer d'Azov et la mer Noire se fait par le détroit de Kertch, qui représente de ce fait un point éminemment stratégique, et explique qu'il était gardé par le port antique de Théodosie. Ce détroit peu profond ne peut être franchi que par le chenal de Kertch, dans la zone portuaire du port homonyme.
Autrefois mer intérieure de l'URSS, la mer d'Azov est devenue une mer internationale bordée par l’Ukraine et la Russie. En octobre 2003, la Russie venait de construire une digue avec une route sur le cordon littoral reliant ainsi la péninsule de Taman à l’île de Touzla. C’est alors que l'Ukraine a rappelé que depuis 1970, cette île lui appartenait, or qui contrôle l’île contrôle le trafic maritime dans le détroit de Kertch. La faible profondeur du détroit (moins de huit mètres en moyenne) fait que la zone navigable par les navires se trouve alors du côté ukrainien : c’est le chenal Kertch-Enikal, dans la zone portuaire de Kertch. Un accord est intervenu par la suite sur l’utilisation conjointe du détroit et sur le statut de la mer d'Azov, mais un désaccord a persisté concernant l'île de Touzla. En 2014, lors du rattachement de la république de Crimée à la Russie, l'île de Touzla est rattachée au kraï de Krasnodar, mais tout comme la Crimée, reste revendiquée par l'Ukraine.
La construction par la Russie du pont de Crimée ferme la mer d'Azov aux bateaux de grande hauteur. Les ports ukrainiens de Marioupol et Berdiansk ont vu ainsi leur trafic fortement diminuer depuis la construction du pont.
L'invasion de l'Ukraine par la Russie en 2022 en fait, de facto, une mer intérieure russe.